# هانس برنت
هانس برنت (آلمانی: Hans Behrendt؛ ۲۸ سپتامبر ۱۸۸۹ – ۱۹۴۲) هنرپیشه، کارگردان فیلم و فیلم‌نامه‌نویس یهودی اهل آلمان بود.
وی کارگردان فیلم‌هایی همچون گلوریا، دانتون و پوتسدام بوده است.